# چارلی پاپازیان
چارلز ان. "چارلی" پاپازیان (ارمنی: [] Error: {{Lang}}: فاقد متن (راهنما); انگلیسی: Charles N. "Charlie" Papazian؛ زادهٔ حدود ۲۳ ژانویهٔ ۱۹۵۰) مهندس هسته‌ای، سازنده آبجو و پدیدآور ارمنی‌تبار اهل ایالات متحده آمریکا است. وی انجمن آبجوسازان و جشنواره بزرگ آبجوی آمریکایی را بنیانگذاری نمود و در سال ۱۹۸۴ کتاب «The Complete Joy of Home Brewing» را به رشته تحریر درآورد. او همچنین خالق روز ملی پای، جشن پای که در روز ۲۳ ژانویه روز تولد پاپازیان جشن گرفته می‌شود است. وی بین سال‌های ۱۹۷۹ تا ۲۰۱۶ رئیس انجمن آبجوسازان بود.

## زندگی‌نامه
وی در حدود ۲۳ ژانویهٔ ۱۹۵۰ ‏(۷۵ سال) در به دنیا آمد. وی در سال ۱۹۷۲ با مدرک B.S. در رشته مهندس هسته‌ای از دانشگاه ویرجینیا فارغ‌التحصیل شد. پاپازیان در سال ۱۹۷۸ انجمن آبجوسازان را بنیانگذاری نمود. وی به همراه همسرش ساندرا در بولدر، کلرادو زندگی می‌کند.